# Coalesce
Coalesce ist eine Post-Hardcore- und Mathcore-Band aus Kansas City, Missouri, die im Jahr 1994 gegründet wurde.

## Geschichte
Die Band wurde im Jahr 1994 von Gitarrist Jes Steineger, Bassist Stacy Hilt und Schlagzeuger Jim Redd gegründet. Zur Osterzeit des Jahres stießen die Mitglieder auf Sänger Sean Ingram und gaben ihm ein Demoband der bisher aufgenommenen Lieder. Ingram trat der Band daraufhin bei und vervollständigte so die Besetzung. Daraufhin entwickelten sie zusammen weitere Lieder. Im Folgejahr beschlossen die Mitglieder einen Namen für ihr Projekt festzulegen. Die Mitglieder schwankten zunächst zwischen den Namen Breach und Interstate, entschieden sich jedoch letztendlich für den Namen Coalesce, den sie per Zufall in einem Wörterbuch fanden. Daraufhin begann die Band mit den ersten gemeinsamen Aufnahmen und sie nahm ihr erstes Demo in den West End Studios auf. Kurz nach der Veröffentlichung des Demos nahm die Band eine selbstbetitelte EP auf, die zwei Lieder enthielt und über Chapter Records veröffentlicht wurde. Die EP wurde an Earache Records geschickt, wodurch die Band schließlich einen Vertrag mit diesem Label erreichen konnte. Die Band kam mit Produzent Ed Rose, welcher in den Black Lodge Studios arbeitete, in Kontakt, sodass er ab diesem Zeitpunkt alle weiteren Tonträger der Band aufnehmen sollte. Es folgte die EP 002 über Earache Records im Jahr 1995. Der Veröffentlichung folgte die erste Tour durch die USA, wobei die Gruppe für Bands wie 108 und Bloodlet als Vorgruppe auftrat. Durch die Tour erreichte die Band die Aufmerksamkeit von Napalm Death, sodass sie eine Split-Veröffentlichung mit dieser Band aufnahmen. Bedingt durch den Stress, dem die Band auf der Tour ausgesetzt war, löste sich die Gruppe im Herbst 1995 auf. Ein wichtiger Grund der Auflösung war, dass die übrigen Mitglieder versucht hatten, Sänger Ingram ohne dessen Wissen durch James Dewees zu ersetzen. Ingram jedoch fand dies heraus, als er erfuhr, dass die Band ohne ihn, jedoch mit Dewees als Sänger probte.
Im späten Sommer fand die Band wieder zusammen, wobei nun als Schlagzeuger James Dewees, welcher vorher den Sängerposten übernehmen sollte, in der Band war. Nach der Wiedervereinigung begannen die Arbeiten zum Album Give them Rope. Im Jahr 1997 folgten Auftritte, wobei die Band dabei extrem aggressiv auftrat und auf den Konzerten mehrfach ihre Instrumente zerstörte. Nach einer Show, bei der eine Frau verletzt wurde, entschied sich Stacy Hill, die Band zu verlassen, da er mit dem neuen, aggressiven Auftreten der Band nicht einverstanden war. Bassist Hill wurde durch Nathan Ellis ersetzt, welcher eigentlich Gitarrist war. Während die Band auf die Veröffentlichung des Debütalbums wartete, welche 1997 über Edison Recordings erfolgte, nahm die Band Lieder für Split-Veröffentlichungen mit Converge, Today Is the Day, boysetsfire und The Get Up Kids. Zudem arbeitete sie an ihrem zweiten Album Functioning on Impatience. Im Jahr 1998 nahm die Band die EP There Is Nothing New Under the Sun auf, die ausschließlich Coverversionen von Led Zeppelin enthielt. Nach der Veröffentlichung im Jahr 1999 erreichte die Band einen Vertrag mit Relapse Records. Dadurch wurde es der Band ermöglicht, eine Tour zusammen mit Nile, Neurosis, Unsane und The Dillinger Escape Plan abzuhalten. Die Tour musste abgebrochen werden, da es zu Streitigkeiten unter den Bandmitgliedern kam. Danach begannen die Arbeiten zum nächsten Album 0:12 Revolution in Just Listening. Steineger schrieb dabei den Großteil des Albums. Dewees hingegen war an dem Album weniger beteiligt, da er auch noch bei The Get Up Kids Keyboard spielte. Nathan Ellis hingegen war zusammen mit The Casket Lottery auf Tour. Da alle Mitglieder bereits mit anderen Projekten beschäftigen waren, gestalteten sich die Aufnahmen als äußerst kurz und lieblos. So hatte Jes Steineger den Gesang erst gehört und die Texte erst gelesen, als die ersten Testpressungen des Tonträgers schon gemacht wurden. Dies führte zur Auflösung der Band im Jahr 1999.
Ingram nahm für kurze Zeit den Sängerposten bei The Dillinger Escape Plan im Jahr 2001 auf deren Auftritt auf dem Krazyfest in Louisville, Kentucky, ein. Im Jahr 2002 gründete er Coalesce neu, wobei Steineger nun durch Cory White ersetzt wurde. Nach einer nationalen Tour löste sich die Band jedoch erneut auf.
Nach einer Anfrage des US-amerikanischen Hellfests, fand die Band im Jahr 2005 wieder zusammen. Nach dem Auftritt wurde die Veröffentlichung einer DVD No Business in this Business sowie einer EP Salt and Passage verkündet. Außerdem sollte im August 2007 eine kurze Tour abgehalten werden. Die Band bestand nun aus Ingram, Steineger, Ellis und dem neuen Gitarristen Nathan Richardson.

## Stil
Die Band spielt eine komplexe Mischung aus Mathcore und Post-Hardcore, sodass sie vergleichbar ist mit Gruppen wie Converge, The Dillinger Escape Plan und Norma Jean.

## Diskografie

### Alben
- 1997: Give Them Rope (Album, Edison Records)
- 1998: Functioning on Impatience (Album, Second Nature Recordings)
- 1999: 0:12 Revolution in Just Listening (Album, Relapse Records)
- 2009: Ox (Album, Relapse Records)

### Singles & EPs
- 1994: Coalesce (EP, Chapter Records)
- 1995: 002 (EP, Earache Records)
- 1997: A Safe Place (EP, Edison Records/Second Nature Recordings)
- 1999: There Is Nothing New Under the Sun (EP, Hydra Head Records)
- 2007: Salt and Passage (EP, Second Nature Recordings)
- 2009: OXEP (EP, Relapse Records)

### Splits
- 1997: In Tongues We Speak (Split mit Napalm Death, Earache Records)
- 1997: In These Black Days Vol. 3 (Split mit Today Is the Day, Hydra Head Records)
- 1997: The Get Up Kids / Coalesce (Split mit The Get Up Kids, Second Nature Recordings)
- 1997: Among the Dead We Pray for Light (Split mit Converge, Edison Records)
- 2000: Coalesce / boysetsfire (Split mit boysetsfire, Hydra Head Records)

### Weitere Veröffentlichungen
- 1996: Coalesce (Kompilation, Second Nature Recordings)
- 2000: 002: A Safe Place (Kompilation, Second Nature Recordings)
- 2000: Last Call for the Living (Kompilation, Second Nature Recordings)
- 2003: Punk Goes Acoustic (Kompilation, Fearless Records)
- 2004: Give Them Rope, She Said (Album, Wiederveröffentlichung des Debütalbums über No Idea Records)

### Videoalben
- 2007: No Business in this Business (DVD, Second Nature Recordings)